# Cyanotis
Cyanotis ist eine Pflanzengattung innerhalb der Familie der Commelinagewächse (Commelinaceae). Die etwa 56 Arten sind in der Paläotropis verbreitet.

## Beschreibung

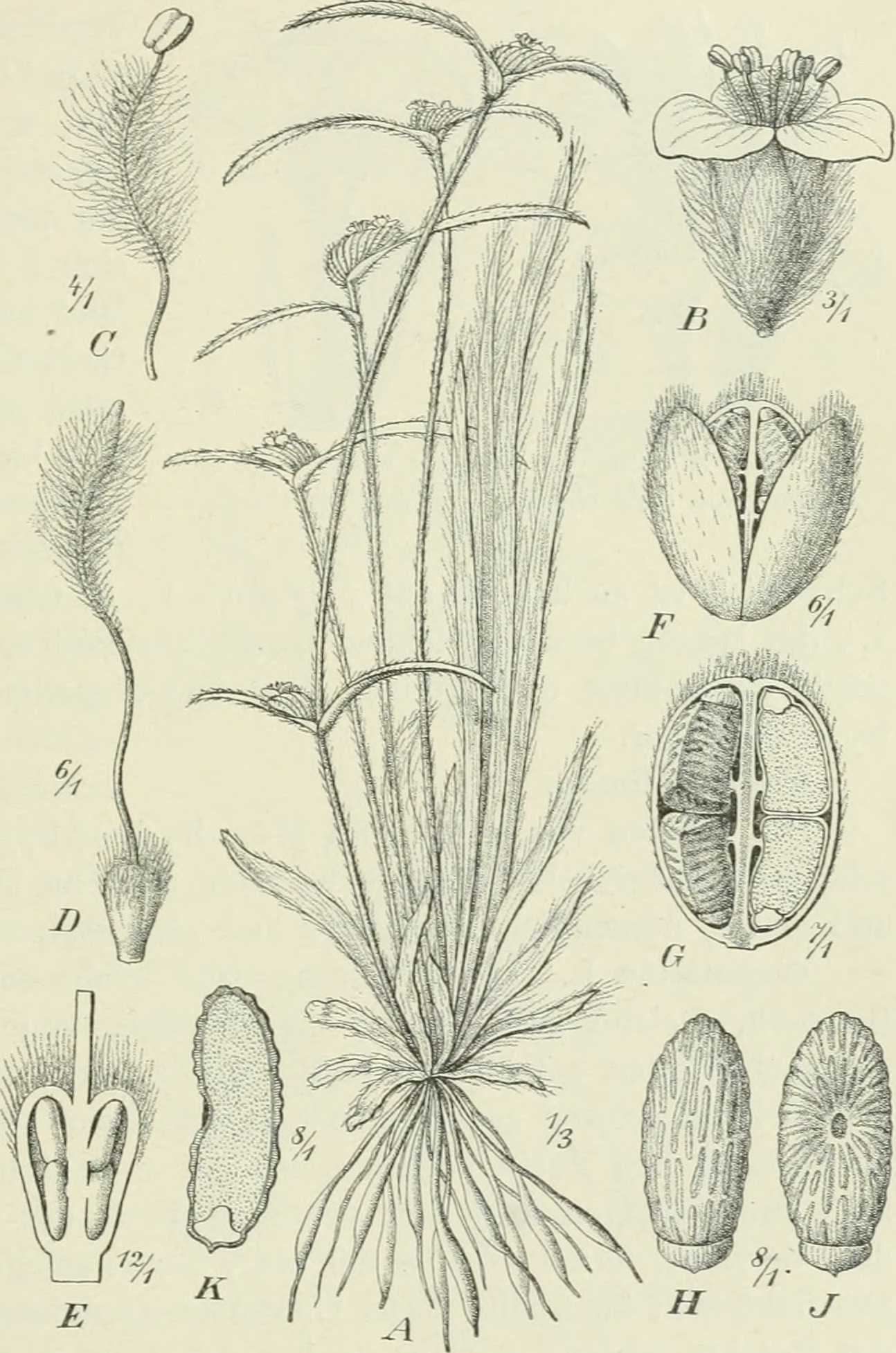
Illustration aus Die Pflanzenwelt Afrikas, insbesondere seiner tropischen Gebiete – Grundzüge der Pflanzenverbreitung im Afrika und die Charakterpflanzen Afrikas, 1910 von Cyanotis lanata

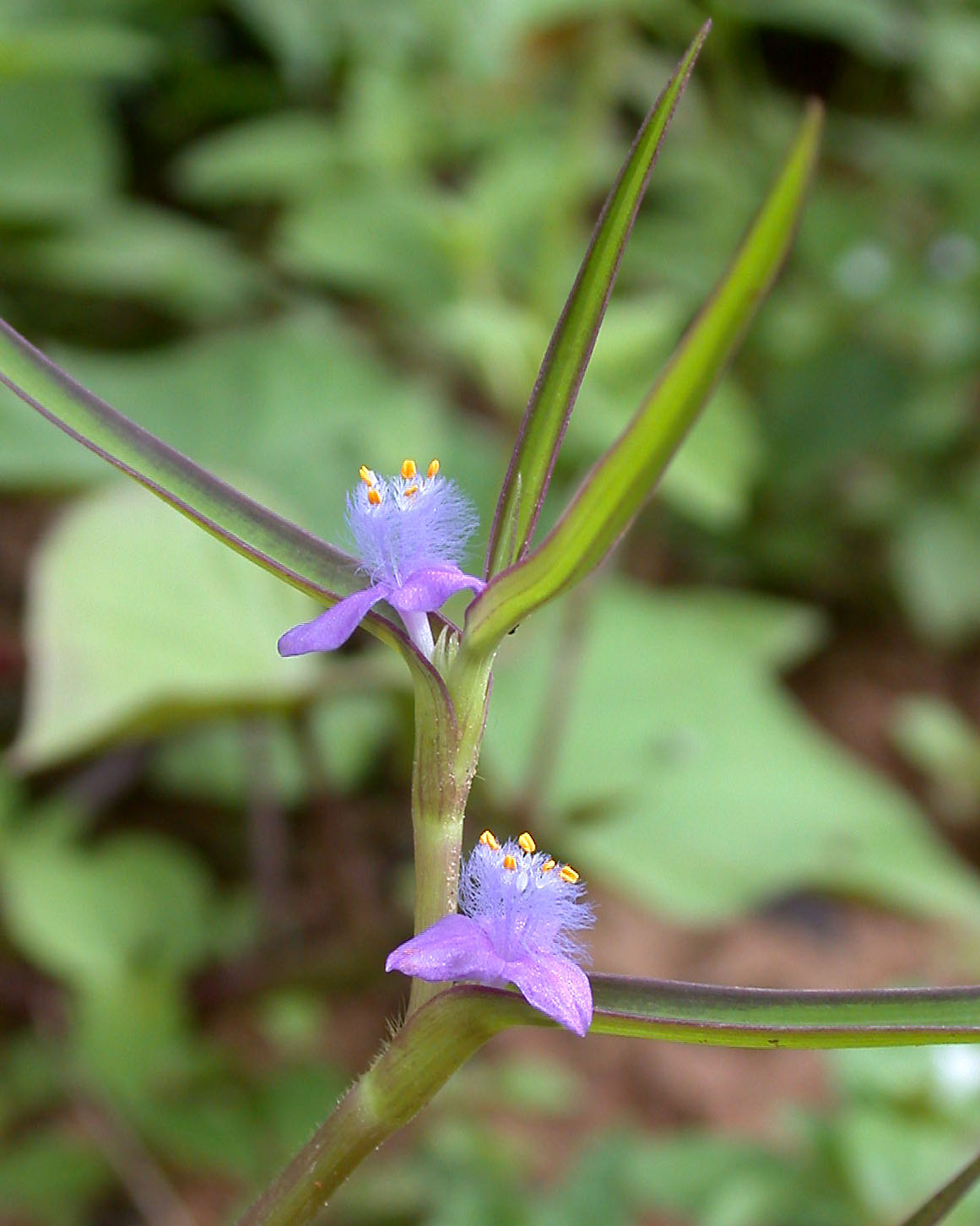
Cyanotis arachnoidea

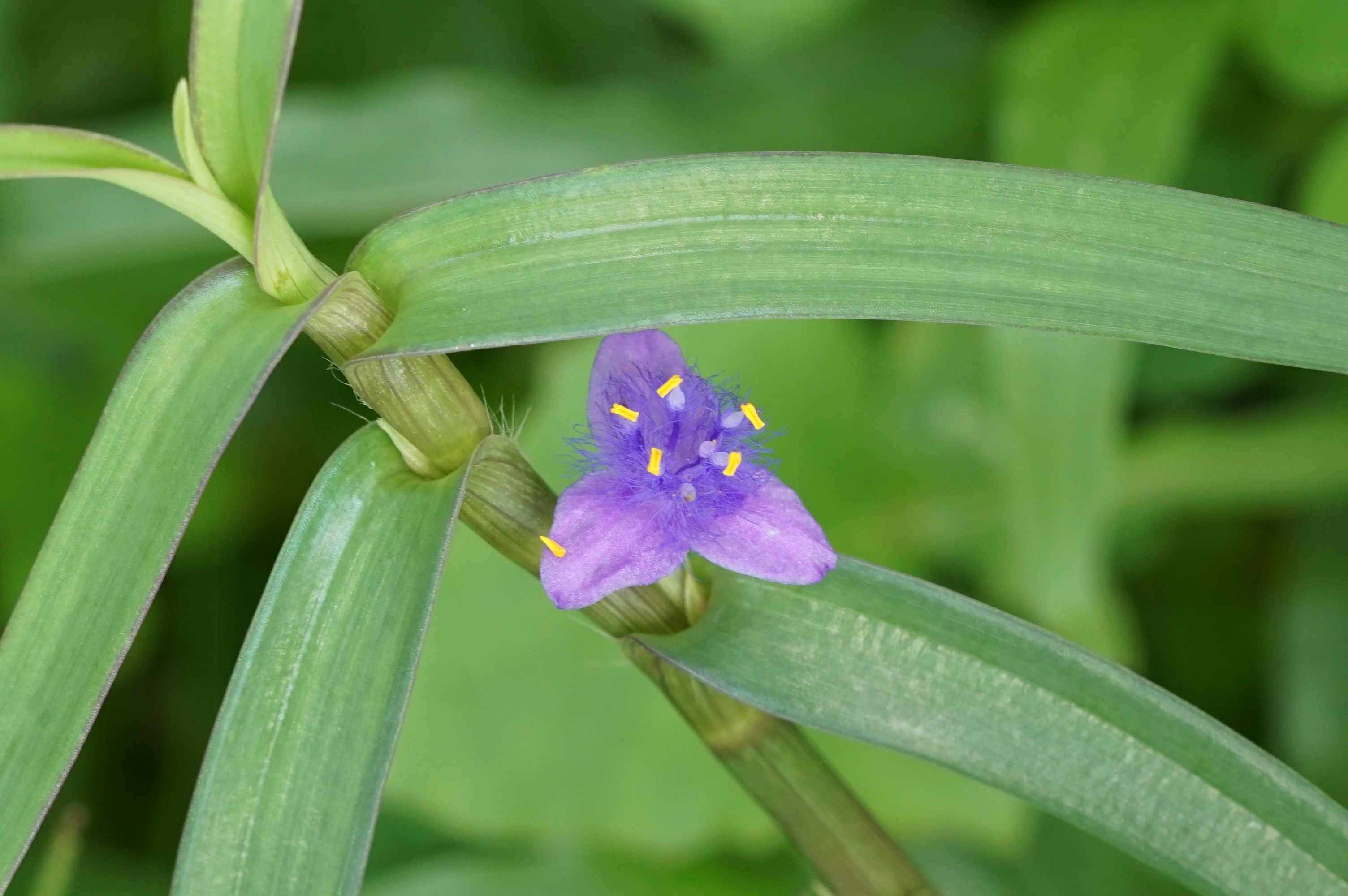
Cyanotis axillaris

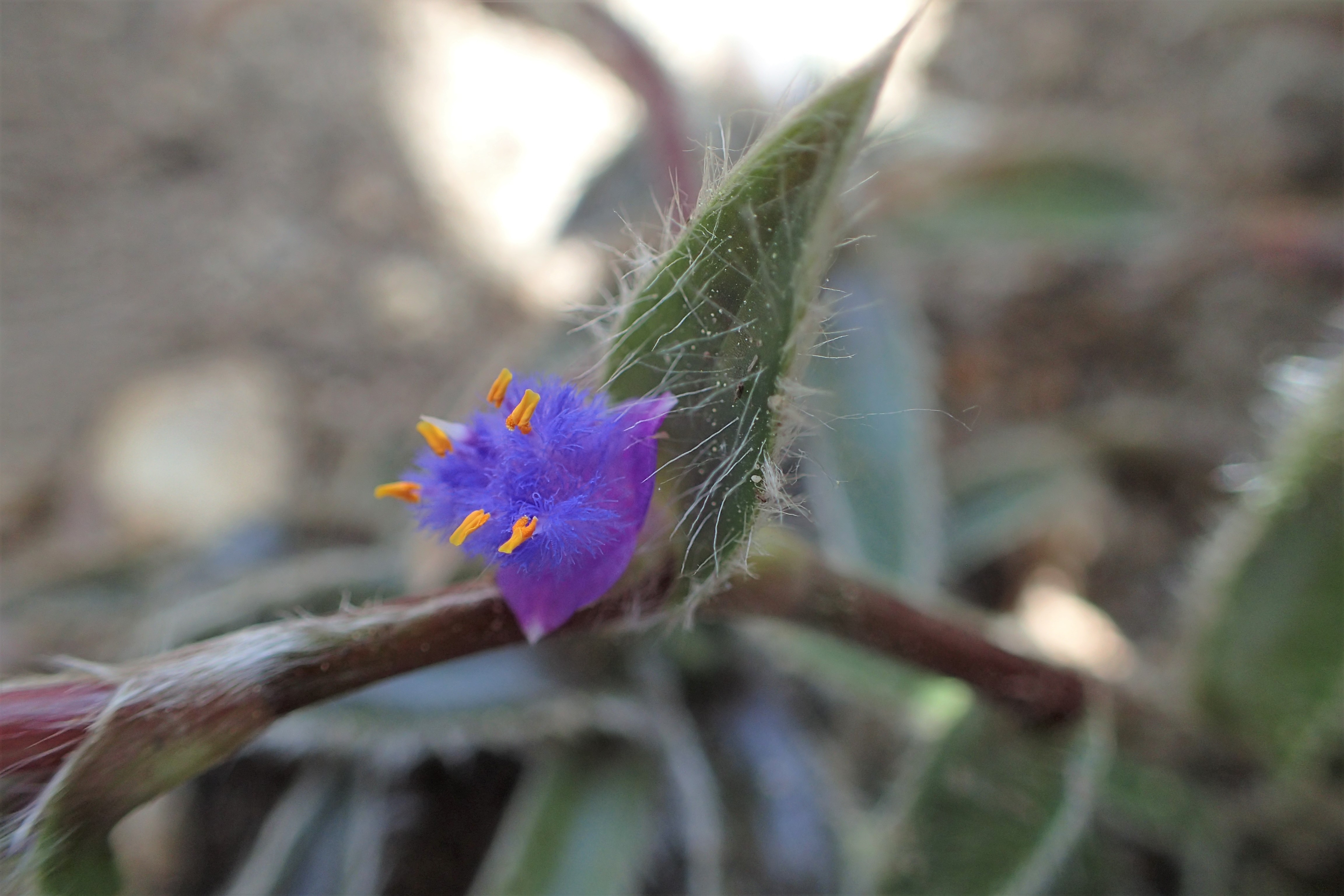
Cyanotis beddomei

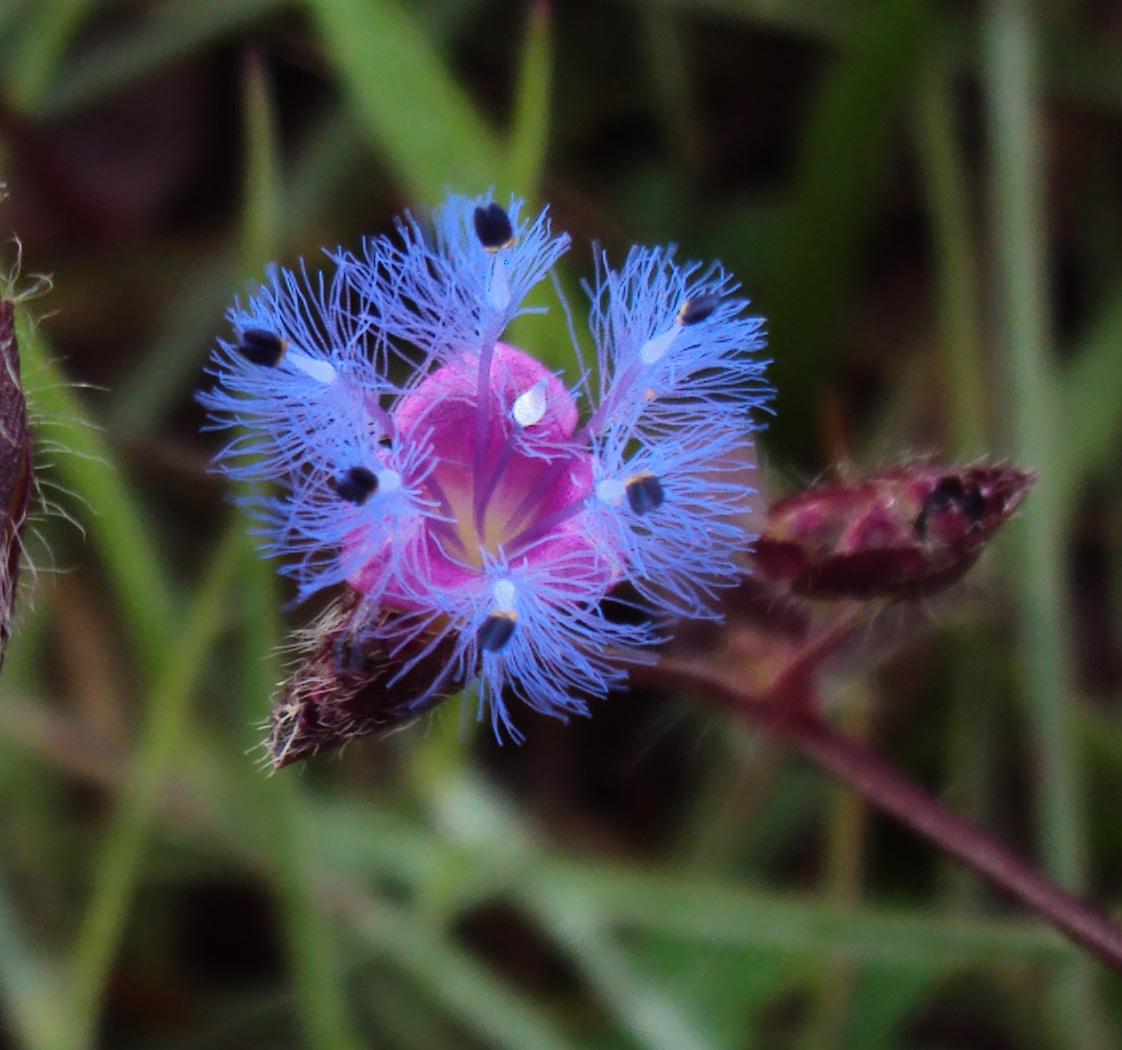
Cyanotis cristata

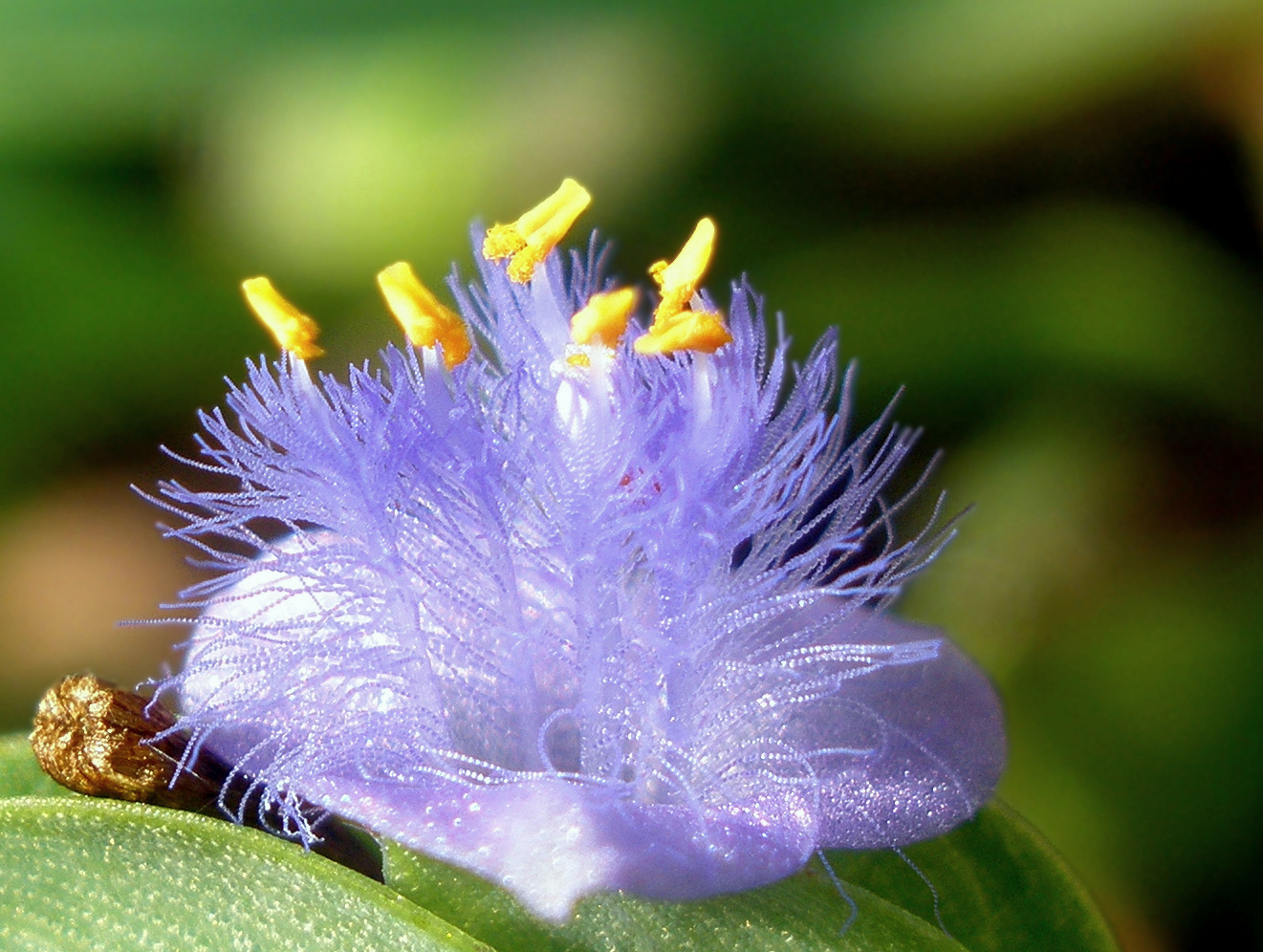
Cyanotis cristata

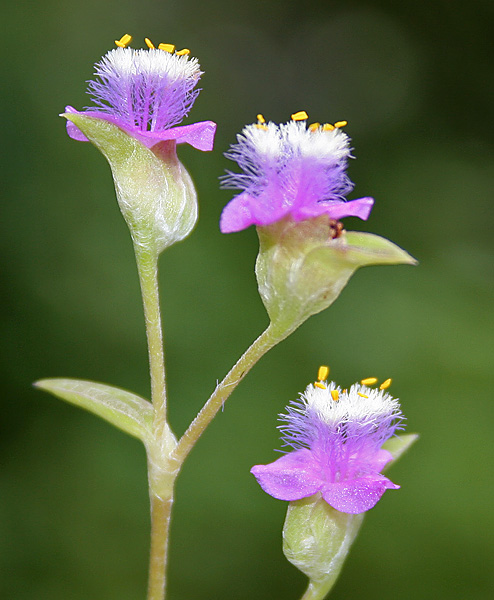
Blüten von Cyanotis fasciculata

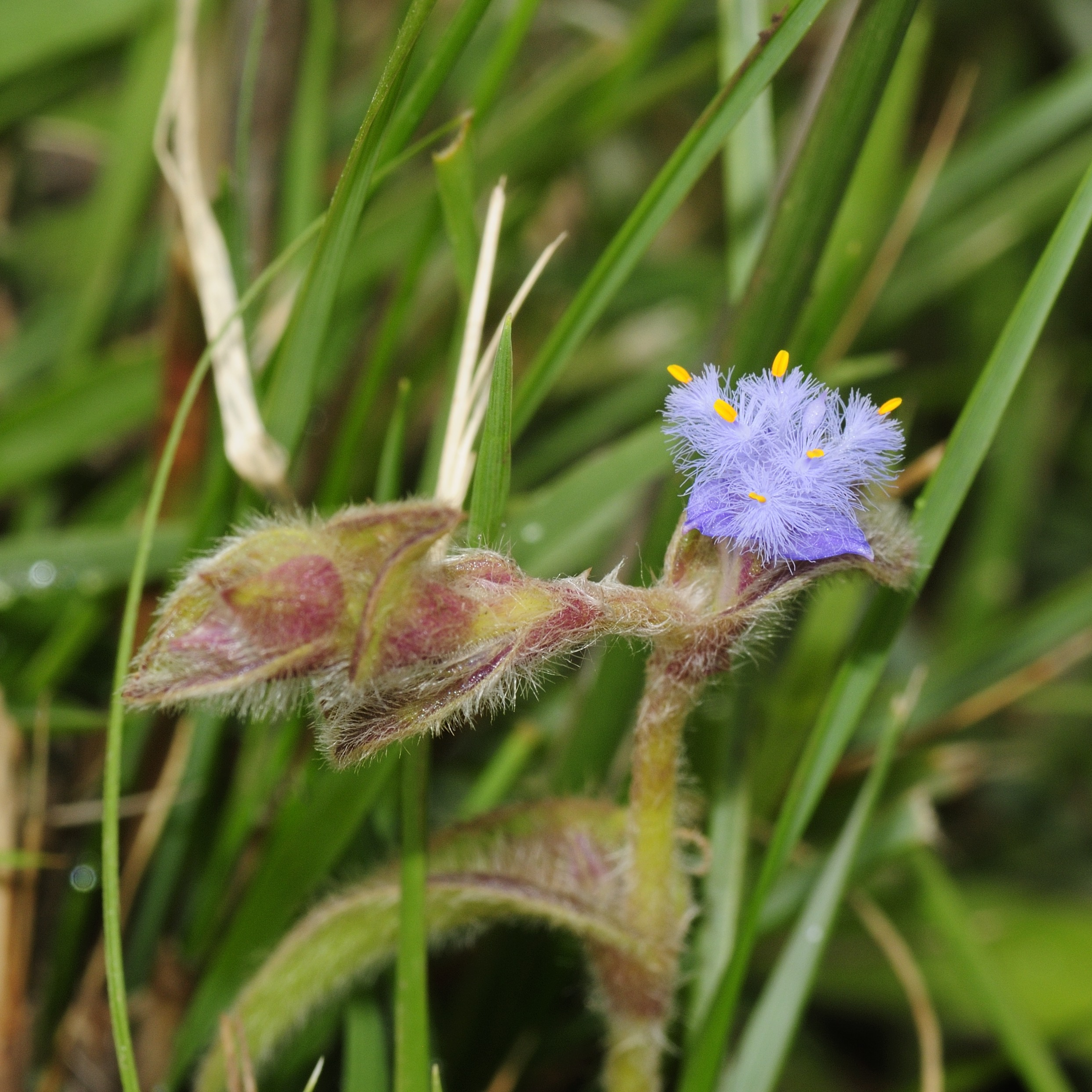
Cyanotis foecunda

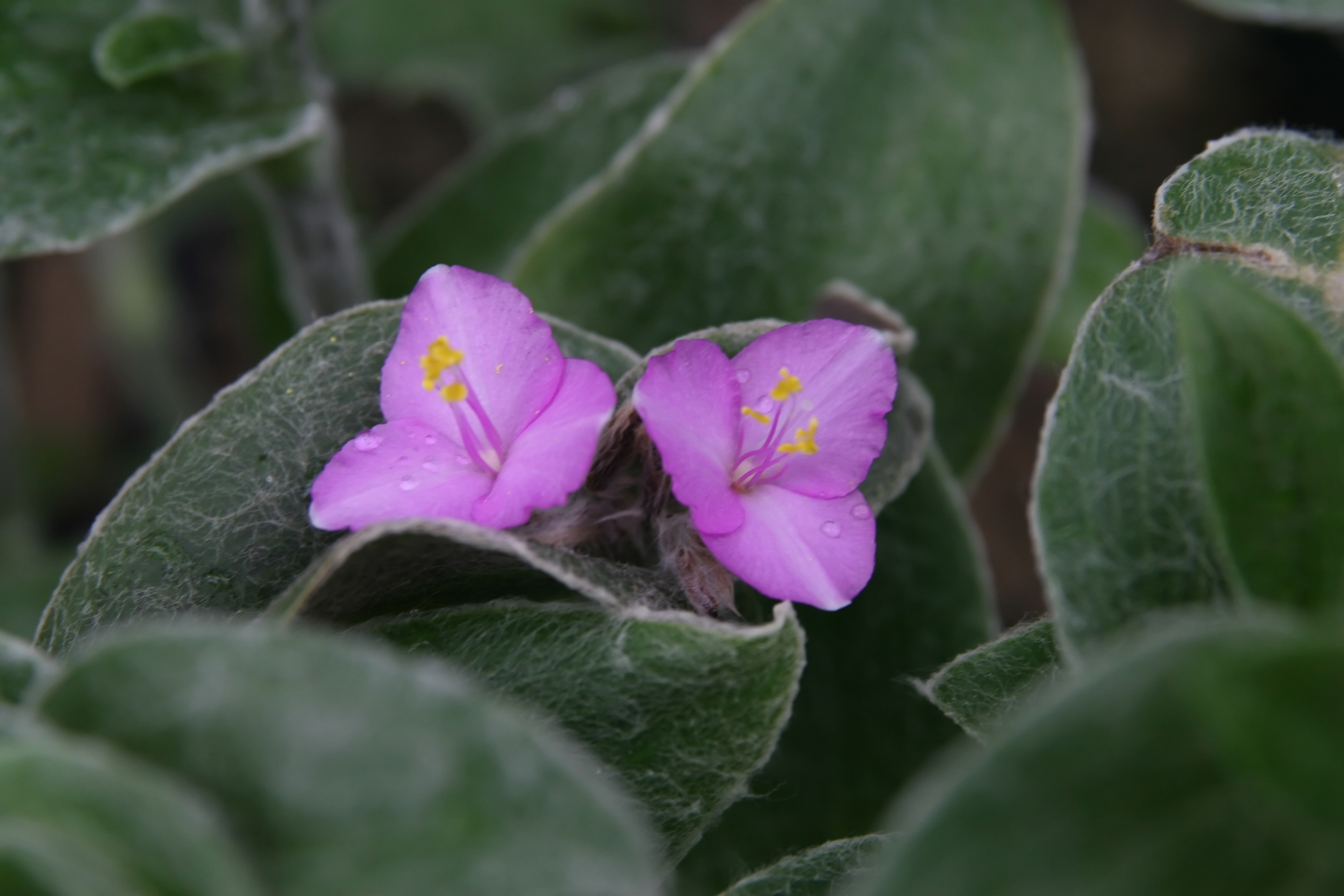
Cyanotis somaliensis

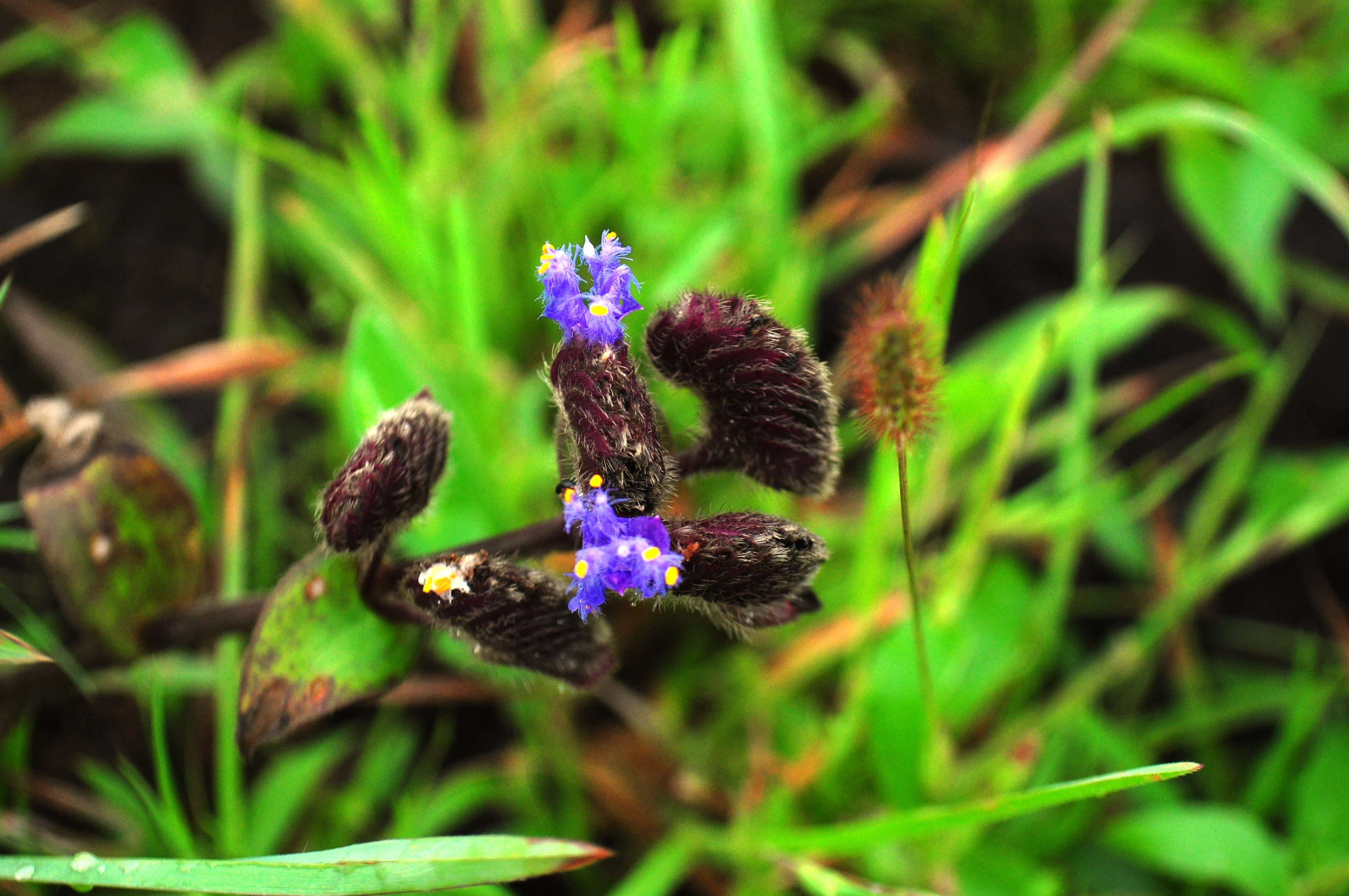
Cyanotis tuberosa

### Vegetative Merkmale
Die Arten der Gattung Cyanotis sind meist ausdauernde oder seltener einjährige krautige Pflanzen. Einige Arten bilden knollige Wurzeln aus. Rhizome werden nicht gebildet. Die Stängel sind aufrecht oder kriechend.
Die Laubblätter sind wechselständig und häufig zweizeilig angeordnet. Die einfachen, relativ schmalen Blattspreiten sind etwas sukkulent und gelegentlich bewimpert.

### Generative Merkmale
Über einem blattartigen und spathaähnlichen oder reduzierten Tragblatt befindet sich der Blütenstand. Die fast nicht gestielten Blüten stehen in dichten, einzelnen, seitenständig-gebogenen sitzenden, kompakten Wickeln. Die auffälligen, sichelförmigen Deckblättern sind zweizeilig und sich dachziegelartig überlappend angeordnet.
Die zwittrigen Blüten sind (fast) radiärsymmetrisch und dreizählig. Die Farben der Blütenhüllblätter sind weiß oder violettblau bis purpurn-rosafarbenrötlich. Ihre drei fast gleichen Kelchblätter sind frei oder an ihrer Basis untereinander verwachsen. Die drei Kronblätter sind linealisch-lanzettlich und in ihre Mitte röhrig verwachsen, aber beide Enden sind frei. Die Kronblätter sind mit den Basen der Staubfäden vereinigt und bilden dann eine kurze Röhre. Von den sechs gleichen Staubblättern sind alle fruchtbar. Ihre Staubfäden sind in der Regel bärtig, selten kahl und häufig kurz unterhalb des oberen Endes geschwollen. Die Konnektive sind schmal. Die Staubbeutel öffnen sich mit einem Längsschlitz. Die drei Fruchtblätter sind zu einem dreikammerigen Fruchtknoten verwachsen, der je Kammer zwei Samenanlagen enthält. Der bärtige oder kahle Griffel ist im oberen Bereich angeschwollen.
Die trockenen, verkehrt-eiförmigen oder breit-länglichen Kapselfrüchte sind am oberen Ende bewimpert und öffnen sich bei Reife lokulizid = fachspaltig mit drei Fruchtklappen und enthalten je Fruchtfach ein oder zwei Samen. Die zylindrischen oder viereckigen Samen besitzen ein punktförmiges Hilum und terminale Embryotega. Die Samenschale ist netzartig oder narbig.

### Chromosomensätze
Die Chromosomenzahlen betragen 2n = 16 bis 78.

## Systematik und Verbreitung

### Taxonomie
Die Gattung Cyanotis wurde 1825 durch David Don in Prodromus Florae Nepalensis. London, Seite 45–46 aufgestellt. Der botanische Name der Gattung Cyanotis leitet sich von den griechischen Worten kyanos für „dunkelblau“ sowie ous, otos für „Ohr“ ab und verweist auf die Farbe der Blüten. Typusart ist Cyanotis barbata D.Don, dessen akzeptierter Name Cyanotis vaga (Lour.) Schult. & Schult. f. ist. Synonyme für Cyanotis D.Don nom. cons. sind: Amischophacelus R.S.Rao & Kammathy, Belosynapsis Hassk., Cyanopogon Welw. ex C.B.Clarke, Dalzellia Hassk. nom. illeg., Erythrotis Hook. f., Siphostigma Raf., Tonningia Neck., Zygomenes Salisb. Die botanische Geschichte dieser Gattung ist kompliziert und führte dazu, dass im ICN 14 im Jahr 2017/2018 der Name Cyanotis D.Don konserviert wurde.

### Äußere Systematik
Die Gattung Cyanotis gehört zur Subtribus Cyanotinae aus der Tribus Tradescantieae in der Unterfamilie Commelinoideae innerhalb der Familie Commelinaceae. Etwa sechs Arten, die manche Autoren schon früher zu Cyanotis stellten, gehörten beispielsweise bei Singh et al. 2019 zu Belosynapsis Hassk. Aber schon bei Zuntini et al. 2021 gehören alle Belosynapsis zu Cyanotis und die Subtribus Cyanotinae enthält nur die Gattung  Cyanotis.

### Arten und ihre Verbreitung
Die Gattung Cyanotis ist in den Paläotropis verbreitet. Sie gedeihen in subtropischen bis tropischen Afrika und von Asien über Malesien bis ins nördliche Australien. In China kommen fünf Arten vor. In Indien kommen etwa 13 Arten, davon vier nur dort vor.
Die Gattung Cyanotis umfasst 50 bis 56 Arten:
- Cyanotis adscendens Dalzell (Syn.: Cyanotis sarmatica Wight, Cyanotis tuberosa var. adscendens (Dalzell) C.B.Clarke): Sie kommt in Sri Lanka und in den indischen Bundesstaaten Andhra Pradesh, Assam, Bihar, Karnataka, Kerala, Maharashtra sowie West Bengal vor.[1][6]
- Cyanotis ake-assii Brenan[6] Es sind nur drei Herbarbelege aus Mali und eine von der Elfenbeinküste, die zwischen 1930 und 1959 aufgesammelt wurden, bekannt. Das Gebiet, in dem diese Art bisher aufgesammelt wurde, gilt als wenig untersucht und deshalb kann es sein, dass es mehr mögliche Standorte gibt und diese Art wiederentdeckt wird. In der Roten Liste der gefährdeten Arten der IUCN wird sie 2007 mit NT = „Near Threatened“ = „potenziell gefährdet“ bewertet.[12]
- Cyanotis angusta C.B.Clarke[6]
- Cyanotis arachnoidea C.B.Clarke (Syn.: Cyanotis obtusa (Trimen) Trimen, Cyanotis nilagirica Hassk., Cyanotis pilosa auct. Wight): Sie kommt von Sri Lanka über Indien, Myanmar, Thailand, Laos, Vietnam bis Taiwan und in den chinesischen Provinzen Fujian, Guangdong, Guangxi, südwestliches Guizhou, Hainan (nur Baoting Xian, Chengmai Xian), südwestliches Jiangxi (nur Longnan Xian) sowie zentrales bis südliches Yunnan vor.[2][1][6]
- Cyanotis arcotensis R.S.Rao (Syn.: Cyanotis  papilionacea auct. C.B.Clarke): Dieser Endemit kommt nur im indischen Bundesstaat Tamil Nadu vor.[1][6] In der roten Liste der gefährdeten Arten der IUCN wird sie 2011 als LC = „Least Concern“ = „nicht gefährdet“ angegeben.[12]
- Cyanotis axillaris (L.) D.Don ex Sweet: Es gibt seit 2014 zwei Varietäten:[1]
  - Cyanotis axillaris (L.) D.Don ex Sweet axillaris (Syn.: Cyanotis disrumpens Hassk.): Sie kommt von Sri Lanka über weite Teile Indiens, Bangladesch, Nepal, Bhutan, Myanmar, Thailand, Kambodscha, Laos, Vietnam, Malaysia bis Hongkong sowie im autonomen Kreis Changjiang im westlichen Hainan und in Indonesien, auf den Philippinen, in den australischen Bundesstaaten Western Australia, Northern Territory sowie Queensland und in Ozeanien vor.[2][1][6] In der roten Liste der gefährdeten Arten der IUCN wird sie 2011 als LC = „Least Concern“ = „nicht gefährdet“ angegeben.[12]
  - Cyanotis axillaris var. cucullata (Roth) Nandikar & Gurav (Syn.: Cyanotis cucullata (Roth) Kunth): Diese Neukombination erfolgte 2014. Sie ist in weiten Teilen Indiens verbreitet.[1] In der roten Liste der gefährdeten Arten der IUCN wird sie 2011 als LC = „Least Concern“ = „nicht gefährdet“ angegeben.[12]
- Cyanotis beddomei (Hook. f.) Erhardt, Götz & Seybold (Syn.: Erythrotis beddomei Hook. f., Cyanotis kewensis C.B.Clarke nom. superfl., Tonningia kewensis (C.B.Clarke) Kuntze, Belosynapsis kewensis Hassk., Cyanotis kewoides Christenh. & Byng): Diese Neukombination erfolgte 2008. Sie kommt nur in den indischen Bundesstaaten Kerala sowie Tamil Nadu vor.[6]
- Cyanotis burmanniana Wight (Syn.: Cyanotis hirtella Miq. ex Hassk., Cyanotis hispida Dalzell, Cyanotis vaginata Wight): Sie kommt in Sri Lanka, Indien sowie Myanmar vor.[1][6]
- Cyanotis caespitosa Kotschy & Peyr.[6]
- Cyanotis ceylanica Hassk.[6]
- Cyanotis chimanimaniensis Faden INED.: Die Erstbeschreibung ist angekündigt, aber noch nicht veröffentlicht. Sie kommt nur im Chimanimani-Gebirge im Grenzgebiet von Mosambik und Simbabwe vor.[13]
- Cyanotis ciliata (Blume) Bakh. f.[6]
- Cyanotis cristata (L.) D.Don (Syn.: Cyanotis cavaleriei H.Lév. & Vaniot, Cyanotis huegelii Hassk., Cyanotis imbricata (Roxb.) Kunth, Cyanotis papilionacea (Burm. f.) Schult. & Schult. f. nom. illeg., Cyanotis racemosa C.B.Clarke non Heyne ex Hassk.): Sie kommt von Sri Lanka über Indien, Kaschmir, Sikkim, Bhutan, Myanmar, Thailand, Kambodscha, Laos, Vietnam, Malaysia, Indonesien, auf den Philippinen und in den chinesischen Provinzen westliches Guangdong (nur im Kreis Xinxing), Guangxi, südwestliches Guizhou, Hainan sowie Yunnan vor.[2][1][6][14] In der roten Liste der gefährdeten Arten der IUCN wird sie als LC = „Least Concern“ = „nicht gefährdet“ angegeben.[12]
- Cyanotis cupricola J.Duvign.[6] Dieser Endemit gedeiht nur auf kupferreichen Böden in der Provinz Katanga in der Demokratischen Republik Kongo. Die 13 bekannten Populationen kommen nur an vier Fundorten vor. Diese Art ist an diese wenigen natürlich kupferhaltigen Habitate gebunden; die Gebiete dazwischen können von dieser Art nicht besiedelt werden. Bergbau gefährdet ihre Habitate. In der Roten Liste der gefährdeten Arten wird sie 2014 als EN = „Endangered“ = „stark gefährdet“ bewertet.[12]
- Cyanotis dybowskii Hua[6]
- Cyanotis epiphytica Blatt. (Syn.: Belosynapsis epiphytica (Blatt.) C.E.C.Fisch.): Sie kommt im südlichen Indien vor.[6]
- Cyanotis fasciculata (B.Heyne ex Roth) Schult. & Schult. f. (Syn.: Cyanotis lawiana Wight):[6] Sie kommt in den indischen Bundesstaaten Andhra Pradesh, Assam, Goa, Gujarat, Karnataka, Kerala, Maharashtra, Madhya Pradesh, Rajasthan sowie Tamil Nadu vor. Die Fundortangaben in weiteren Ländern wurden bei Nandikar 2014 nicht bestätigt und Subtaxa sind dort eigene Arten.[1] In der roten Liste der gefährdeten Arten der IUCN wird sie 2011 als LC = „Least Concern“ = „nicht gefährdet“ angegeben.[12]
- Cyanotis flexuosa C.B.Clarke[6]
- Cyanotis foecunda DC. ex Hassk.[6][13]
- Cyanotis ganganensis Schnell[6] Sie gedeiht in den Hügeln in der Umgebung von Kindia und bis Télimélé in der „Guinée Maritime“ Region nördlich bis Pita in Fouta Djallon in Guinea. Von ihr sind nur sechs Herbarbelege bekannt die von 1954 bis 2016 aufgesammelt wurden. Die Habitat sind durch Beweidung und Bergbau gefährdet. In der Roten Liste der gefährdeten Arten wird sie 2018 als EN = „Endangered“ = „stark gefährdet“ bewertet.[12]
- Cyanotis  glabrescens (C.B.Clarke) Nandikar & Gurav (Syn.: Cyanotis fasciculata var. glabrescens C.B.Clarke, Cyanotis  karliana Hassk.): Den Rang einer Art hat sie seit 2014. Sie kommt in Indien vor.[1]
- Cyanotis grandidieri H.Perrier:[6] Sie ist nur von einem Fundort in Amoron’i Mania in der Provinz Fianarantsoa in Madagaskar bekannt.[15]
- Cyanotis hepperi Brenan[6]
- Cyanotis homblei De Wild.[6]
- Cyanotis karliana Hassk.[6]
- Cyanotis kawakamii Hayata (Syn.: Belosynapsis kawakamii (Hayata) C.I.Peng & Y.J.Chen): Dieser Endemit kommt im südlichen Taiwan vor.[6]
- Cyanotis lanata Benth. (Syn.: Cyanotis rubescens A.Chev., Cyanotis schweinfurthii Hassk.)[6] Sie ist vom Jemen und Subsahara-Afrika über das tropische bis ins südliche Afrika weitverbreitet. In der roten Liste der gefährdeten Arten der IUCN wird sie 2020 als LC = „Least Concern“ = „nicht gefährdet“ angegeben.[12][13]
- Cyanotis lapidosa E.Phillips[6]
- Cyanotis longifolia Benth.: Es gibt etwa drei Varietäten:[6]
  - Cyanotis longifolia Benth. var. longifolia[6]
  - Cyanotis longifolia var. gracilis (Schnell) Schnell[6]
  - Cyanotis longifolia var. rupicola (Schnell) Schnell[6]
- Cyanotis loureiroana (Schult. & Schult. f.) Merr.: Sie kommt in Vietnam und im Xuwen Xian im südwestlichen Guangdong sowie Hainan vor.[2][6]
- Cyanotis lourensis Schnell[6] Dieser Endemit kommt nur in Fouta Djallon in Guinea vor. Sie ist nur von drei Herbarbelegen aus dem Jahr 1954 bekannt. In der Roten Liste der gefährdeten Arten wird sie 2018 als EN = „Endangered“ = „stark gefährdet“ bewertet. Ein Monitoring ist erforderlich um diese Art wiederzuentdecken.[12]
- Cyanotis moluccana (Roxb.) Merr. (Syn.: Belosynapsis moluccana (Roxb.) C.E.C.Fisch., Belosynapsis uniflora (Hassk.) C.E.C.Fisch., Cyanotis brunnea Elmer, Cyanotis uniflora (Hassk.) C.E.C.Fisch.): Sie ist in Malesien verbreitet.[6]
- Cyanotis namuliensis Faden INED.: Die Erstbeschreibung ist angekündigt, aber noch nicht veröffentlicht. Sie wurde 2007 am Monte Namuli in der mosambikanischen Provinz Zambezia entdeckt. In der roten Liste der gefährdeten Arten der IUCN wird sie 2019 als LC = „Least Concern“ = „nicht gefährdet“ angegeben.[12][13]
- Cyanotis nyctitropa Deflers[6]
- Cyanotis pachyrrhiza Oberm.[6]
- Cyanotis paludosa Brenan: Es gibt seit 2012 etwa zwei Unterarten:[6]
  - Cyanotis paludosa Brenan subsp. paludosa[6]
  - Cyanotis paludosa subsp. bulbifera Faden: Sie wurde 2012 aus Tansania erstbeschrieben.
- Cyanotis pedunculata Merr.[6]
- Cyanotis pilosa Schult. & Schult. f. (Syn.: Cyanotis wightii C.B.Clarke): Sie kommt in Sri Lanka und Indien vor.[1][6]
- Cyanotis polyrrhiza Hochst. ex Hassk.[6]
- Cyanotis racemosa Heyne  ex Hassk. non C.B.Clarke (Syn.: Cyanotis lanceolata Wight, Cyanotis villosa auct. C.B.Clarke): Sie kommt in Sri Lanka und im indischen Bundesstaat Tamil Nadu vor.[1]
- Cyanotis repens Faden & D.M.Cameron: Es gibt zwei Unterarten:[6]
  - Cyanotis repens Faden & D.M.Cameron subsp. repens[6]
  - Cyanotis repens subsp. robusta Faden & D.M.Cameron[6]
- Cyanotis reutiana Beauverd[6]
- Cyanotis robusta Oberm.[6]
- Cyanotis scaberula Hutch.[6] Dieser Endemit kommt nur in den Präfekturen Kourroussa sowie Kindia in Guinea vor. Weitere Fundortangaben gelten als falsch bestimmte Belege. Es sind nur drei Population an nur zwei Fundorten bekannt. Sie wurde zuletzt 1937 gesammelt. Die Habitate werden beweidet und besiedelt. Ein Monitoring ist erforderlich um diese Art wiederzuentdecken. In der Roten Liste der gefährdeten Arten wird sie 2018 als EN = „Endangered“ = „stark gefährdet“ bewertet.[12]
- Cyanotis somaliensis C.B.Clarke[6]
- Cyanotis speciosa (L. f.) Hassk.: Es gibt seit 2012 etwa zwei Unterarten:[6]
  - Cyanotis speciosa (L. f.) Hassk. subsp. speciosa (Syn.: Cyanotis nodiflora (Lam.) Kunth)[15][13]
  - Cyanotis speciosa subsp. bulbosa Faden: Sie wurde 2012 erstbeschrieben.[13]
- Cyanotis thwaitesii Hassk.[6]
- Cyanotis tuberosa (Roxb.) Schult. & Schult. f. (Syn.: Cyanotis concanensis Hassk., Cyanotis sahyadrica Blatt., Cyanotis stocksii Hassk., Cyanotis thomsonii Hassk.): Sie kommt in den indischen Bundesstaaten Andhra Pradesh, Karnataka, Kerala, Maharashtra, Odisha sowie Tamil Nadu vor.[1][6]
- Cyanotis vaga (Lour.) Schult. & Schult. f. (Syn.: Cyanotis abyssinica Hook. f., Cyanotis abyssinica A.Rich., Cyanotis barbata D.Don,[14] Cyanotis bulbosa H.Lév., Cyanotis glaberrima Hassk., Cyanotis hirsuta Fisch., C.A.Mey. & Avé-Lall., Cyanotis mannii C.B.Clarke, Cyanotis nobilis Hassk., Cyanotis nodiflora C.B.Clarke): Sie kommt in Indien, Bhutan, Nepal, Sikkim, Myanmar, Thailand, Laos, Vietnam, Taiwan, im südlichen Tibet und in den chinesischen Provinzen Guangdong (nur im Guangzhou Shi), Guizhou, westlichen Hainan (nur Dongfang Xian), südlichen Sichuan sowie Yunnan vor.[2][1][6]
- Cyanotis villosa (Spreng.) Schult. & Schult. f. (Syn.: Cyanotis cerifolia R.S.Rao & Kammathy, Cyanotis lanceolata Wight): Sie kommt in Sri Lanka und in dem indischen Bundesstaaten Karnataka, Kerala sowie Tamil Nadu vor.[1][6]
- Cyanotis vivipara Dalzell (Syn.: Belosynapsis vivipara (Dalzell) C.E.C.Fisch.): Sie kommt im südwestlichen Indien vor.[6]

## Gefährdung
Ein Teil der Cyanotis-Arten ist gefährdet. In der Roten Liste der gefährdeten Arten der IUCN sind 2021 etwa 17 Arten gelistet. Als EN = „Endangered“ = „stark gefährdet“ gelten vier Arten; NT = „Near Threatened“ = „potenziell gefährdet“ ist eine Art; für acht Arten wird LC = „Least Concern“ = „nicht gefährdet“ angegeben.

## Nachweise

## Weiterführende Literatur
- Venkata Ramana, Kala Grace, Ch. Prasada Rao, Jacob Solomon Raju Aluri: Pollination ecology of Commelina benghalensis and Cyanotis axillaris (Commelinaceae). In: Discovery, Volume 57, Issue 312, Dezember 2021, S. 855–859. PDF.

- Karte mit allen verlinkten Seiten:
- OSM |
- WikiMap